# کالج دانشگاهی لندن
کالج دانشگاهی لندن (به انگلیسی: University College London) که به‌صورت مخفف UCL شناخته می‌شود، یک دانشگاه تحقیقاتی دولتی در لندن پایتخت بریتانیا است که در سال ۱۸۲۶ میلادی بنیان‌گذاری شده است. یوسی‌ال یکی از مؤسسات عضو دانشگاه لندن است و دومین دانشگاه بزرگ در بریتانیا ازنظر تعداد کل ثبت‌نام است. و بزرگ‌ترین دانشگاه ازنظر ثبت‌نام در مقطع تحصیلات تکمیلی است.

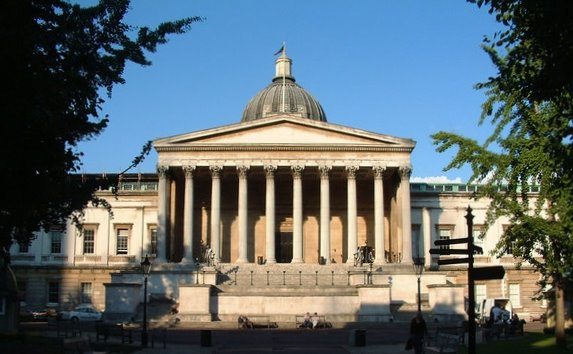
نگاره‌ای از ساختمان ویلکینز و محل کمپ اصلی کالج دانشگاهی لندن، در تابستان.

«یوسی‌ال» از مهم‌ترین مراکز تحقیقات و تحصیلات عالی در دنیا به‌شمار می‌رود. سازمان QS در رتبه‌بندی سال ۲۰۱۴ دانشگاه‌های جهان، UCL را پنجمین دانشگاه برتر جهان دانست. سازمان رتبه‌بندی شانگهای (Shanhai) همچنین این دانشگاه را چهارمین مرکز مهم علمی اروپا معرفی کرد. یوسی‌ال پذیرای حدود ۳۶۰۰۰ دانشجو است. این دانشگاه همچنین دارای ۱۱۰۰۰ کارمند می‌باشد، که ۶۰۰۰ نفر از آنان در بخش آکادمیک فعال بوده و ۹۲۰ نفر از آنان دارای مقام استادی هستند. یوسی‌ال دومین دانشگاه بریتانیا از لحاظ تعداد پروفسور به‌شمار می‌رود. این دانشگاه همچنین تعدادی موزه دربردارد که مهم‌ترین آنان موزهٔ باستانشناسی مصر (موسوم به موزهٔ پتری)، و موزه جانورشناسی گرانت هستند.
از مهم‌ترین دستاوردهای این دانشگاه و محققان آن می‌توان به کشف ساختار مولکولی دی‌ان‌ای توسط جیمز واتسون و فرانسیس کریک اشاره کرد.

از پردیس زیبا و تاریخی این دانشگاه در فیلم‌های زیادی، ازجمله فیلم تلقین کریستوفر نولان استفاده شده است.

## رتبه‌بندی (رنکینگ)
کالج دانشگاهی لندن به نقل از مؤسسه عالی تایمز و QS در سال ۲۰۱۹، به ترتیب در رتبه ۱۴ و ۱۰ دانشگاه‌های برتر جهان قرار دارد و یکی از برترین دانشگاه‌های انگلستان محسوب می‌شود.

## دانش‌آموختگان مهم

### در علم
- الکساندر گراهام بل: مخترع تلفن و فلزیاب
- فرانسیس کریک: کاشف ساختار دی‌ان‌ای
- پیتر هیگز: ارائه دهنده نظریه شکست تقارن در برهمکنش الکتروضعیف و پیشنهاد دهندهٔ ذره بنیادی بوزون هیگز

### در هنر
- کریستوفر نولان: کارگردان و نویسنده
- جری جوداه: طراح
- ویلیام کلدستریم: نقاش رئالیسم
- بن نیکلسون: نقاش آبسترکت
- ادواردو پاولوتزی: مجسمه‌ساز و نقاش

### در سیاست
- مهاتما گاندی: رهبر سیاسی و معنوی هند
- تری دیویس: دبیرکل اتحادیه اروپا از ۲۰۰۴ تا ۲۰۰۹
- نیکلاس آناستاسیادس: رئیس‌جمهور قبرس از ۲۰۱۳
- توماش مازاریک: اولین رئیس‌جمهور چکسلواکی
- جورج ادن: فرماندار کل بریتانیا در شرق هندوستان از ۱۸۳۶ تا ۱۸۴۲
- چیام هرتزوک: رئیس‌جمهور اسراییل از ۱۹۸۳ تا ۱۹۹۳
- ایتو هیروبومی: اولین و چهارمین نخست‌وزیر ژاپن
- جونیچیرو کویزومی: نخست‌وزیر ژاپن از ۲۰۰۱ تا ۲۰۰۶
- جومو کنیاتا: اولین نخست‌وزیر کنیا
- میهای اونگوریانو: نخست‌وزیر رمانی از ۲۰۱۲
- جان راسل: نخست‌وزیر بریتانیا از ۱۸۴۵ تا ۱۸۵۲ و از ۱۸۶۵ تا ۱۸۶۶

## افتخارها
محققان یوسی‌ال تا کنون موفق به دریافت ۳۲ جایزه نوبل شده‌اند: ۱۸ مورد آن در رشتهٔ فیزیولوژی و پزشکی، ۴ مورد در فیزیک، ۷ مورد در شیمی، ۲ مورد اقتصاد، یک مورد ادبیات. همچنین محققان ریاضیات این دانشگاه ۳ بار موفق به دریافت مدال فیلدز شدند.

## نگارخانه
